# Route nationale 14 (Algérie)
Pour les articles homonymes, voir Route nationale 14.
La Route nationale 14 (N14) est une route nationale algérienne reliant Miliana dans la wilaya d'Aïn Defla à Mascara dans la wilaya éponyme.